# Partido Comunista de Luxemburgo
El Partido Comunista de Luxemburgo (en luxemburgués: Kommunistesch Partei Lëtzebuerg; en francés: Parti Communiste Luxembourgais; en alemán: Kommunistische Partei Luxemburgs), abreviado a KPL o PCL, es un partido político de Luxemburgo. Ali Ruckert es el actual presidente del Partido.

## Historia
El KPL fue fundado el 2 de enero de 1921 en la ciudad de Niederkorn, por lo que es uno de los partidos más antiguos del país. Después del final de la Segunda Guerra Mundial, el KPL pasó a formar parte de un gobierno de unidad nacional, con Charles Marx como ministro comunista. Después de la muerte de Marx en un accidente de coche en 1946 fue sustituido por Dominique Urbany. Sin embargo, después de la muerte del líder del Partido Socialista Obrero Luxemburgués, la coalición se derrumbó. Tras esto, el KPL fue excluido del nuevo gobierno, y nunca volvería a participar en otro.
En 1964, el Departamento de Estado de los Estados Unidos estimó que el número de miembros del KPL rondaba los 500. En las elecciones legislativas celebradas ese mismo año, el KPL obtuvo el 12,4% de los votos, y ganó 5 de los 56 escaños de la Cámara de Diputados. La representación de los comunistas luxemburgueses en la Cámara llegó a su máximo en la siguiente elección, con 6 diputados, pero a partir de ahí entró en decadencia, hasta que el KPL perdió su último diputado en 1994.
En 1999, muchos miembros del KPL fueron cofundadores de La Izquierda, una coalición de partidos y organizaciones de izquierda al estilo de Die Linke en Alemania. De acuerdo con los miembros del KPL, formaron parte de las listas de La Izquierda en las elecciones de 1999 y 2000. Después una disputa entre los principales miembros del KPL y una mayoría dentro de La Izquierda poco antes de las elecciones de 2004, el KPL concurrió de nuevo con listas separadas. Varios de los militantes de La Izquierda que también lo eran del KPL fueron expulsados de éste.
A partir de 2010 el KPL volvió a recuperar gran parte de la fuerza que tenía en las zonas agrarias del país.

## Resultados electorales

### Elecciones generales
| Año                                        | Votos          | %              | Escaños        | +/–            |
| ------------------------------------------ | -------------- | -------------- | -------------- | -------------- |
| 1922                                       | 6,976 (#5)     | 1.02           | 0/48           |                |
| 1925                                       | 15,443 (#11)   | 1.16           | 0/47           |                |
| 1928                                       | No se presentó | No se presentó | No se presentó | No se presentó |
| 1931                                       | 6,264 (#8)     | 0.81           | 0/54           |                |
| 1934                                       | 70,940 (#4)    | 6.44           | 1/54           | 1              |
| 1937                                       | No se presentó | No se presentó | No se presentó | No se presentó |
| 1945                                       | 295,701 (#4)   | 13.49          | 5/51           |                |
| 1948                                       | 195,956 (#3)   | 16.86          | 5/51           | Sin cambios    |
| 1951                                       | 35,662 (#4)    | 3.40           | 4/52           | 1              |
| 1954                                       | 211,171 (#4)   | 7.3            | 3/52           | 1              |
| 1959                                       | 220,425 (#4)   | 7.2            | 3/52           | 0              |
| 1964                                       | 330,909 (#4)   | 10.4           | 5/56           | 2              |
| 1968                                       | 402,610 (#4)   | 13.1           | 6/56           | 1              |
| 1974                                       | 314,635 (#4)   | 8.8            | 5/59           | 1              |
| 1979                                       | 177,286 (#5)   | 5.83           | 2/59           | 3              |
| 1984                                       | 165,960 (#5)   | 4.4            | 2/64           | 0              |
| 1989                                       | 157,608 (#5)   | 4.4            | 1/60           | 1              |
| 1994                                       | 57,646 (#7)    | 1.7            | 0/60           | 1              |
| 1999 1                                     | 110,274 (#6)   | 3.3            | 1/60           | 1              |
| 2004                                       | 35,524 (#7)    | 0.9            | 0/60           | 1              |
| 2009                                       | 49,108 (#7)    | 1.4            | 0/60           | 0              |
| 2013                                       | 53,669 (#8)    | 1.6            | 0/60           | 0              |
| 2018                                       | 44,916 (#8)    | 1.3            | 0/60           | 0              |
| 2023                                       | 24,275 (#10)   | 0.64           | 0/60           | 0              |
| 1 Resultado de concurrir con La Izquierda. |                |                |                |                |

### Elecciones al parlamento europeo
| Año                                        | Votos  | %          | Escaños |
| ------------------------------------------ | ------ | ---------- | ------- |
| 1979                                       | 48.813 | 5,0 (5.º)  | 0/6     |
| 1984                                       | 40.395 | 4,1 (7.º)  | 0/6     |
| 1989                                       | 46.785 | 4,7 (5.º)  | 0/6     |
| 1994                                       | 16.559 | 1,6 (9.º)  | 0/6     |
| 1999 1                                     | 28.130 | 2,77 (6.º) | 0/6     |
| 2004                                       | 12.761 | 1,2 (7.º)  | 0/6     |
| 2009                                       | 17.299 | 1,5 (7.º)  | 0/6     |
| 2014                                       | 17.506 | 1,5 (9.º)  | 0/6     |
| 2019                                       | 14.334 | 1,14 (9.º) | 0/6     |
| 1 Resultado de concurrir con La Izquierda. |        |            |         |